# Rivière Rocheuse (lac Morin)
Pour les articles homonymes, voir Roche (homonymie).
La rivière Rocheuse coule dans la municipalité de Pohénégamook, la Réserve de Parke et le territoire non organisé de Picard, dans la municipalité régionale de comté (MRC) de Témiscouata, dans la région administrative du Bas-Saint-Laurent, au Québec, au Canada.
La rivière Rocheuse est un affluent de la rive est du lac Morin (Kamouraska), lequel est traversé vers le nord par la rivière Fourchue ; cette dernière se déverse sur la rive est de la rivière du Loup (Bas-Saint-Laurent) lequel coule vers le nord pour se déverser sur la rive sud du fleuve Saint-Laurent à la hauteur de la ville de Rivière-du-Loup.

## Géographie
La rivière Rocheuse prend sa source à l'embouchure du lac des Roches (longueur : 1,2 km ; altitude : 412 m) lequel est situé dans les monts Notre-Dame et chevauche les municipalités de Saint-Athanase et de Pohénégamook. Le lac des Roches est connexe (du côté nord) au lac des Huards (longueur : 1,5 km ; altitude : 412 m). L'embouchure du "lac des Roches" est située à 30,0 km au sud-est du littoral sud-est de l'estuaire du Saint-Laurent, à 3,7 km au nord-ouest de la rivière Boucanée, à 10,3 km à l'ouest du lac Pohénégamook, à 6,3 km à l'est de la rivière Fourchue et à 15,4 km au sud du lac Morin.
À partir de l'embouchure du lac des Roches, la rivière Rocheuse coule sur 19,3 km selon les segments suivants :
- 2,6 km vers le nord-ouest dans la municipalité de Pohénégamook, jusqu'à la limite du territoire non organisé de Picard ;
- 3,1 km vers le nord-ouest dans Réserve de Parke, en traversant une voie de chemin de fer du Canadien National, jusqu'à une seconde voie ferrée ;
- 0,3 km vers le nord, jusqu'à la confluence de la rivière Noire ;
- 5,6 km vers le nord-ouest, jusqu'à la limite du territoire non organisé de Picard ;
- 1,6 km vers le nord, jusqu'à la confluence d'un ruisseau (venant de l'est) ;
- 2,4 km vers le nord, jusqu'à la confluence du ruisseau des Matane située près du lac Camille ;
- 0,9 km vers le nord-ouest, jusqu'à la confluence de la décharge du lac à Foin ;
- 2,8 km vers le nord-ouest, jusqu'à sa confluence.

La rivière Rocheuse se déverse dans le territoire non organisé de Picard sur la rive est du lac Morin. À partir ce dette confluence, le courant coule sur 2,1 km vers le nord jusqu'au barrage à l'embouchure du lac Morin.

## Toponymie
Le toponyme « rivière Rocheuse » a été officialisé le 5 décembre 1969 à la Commission de toponymie du Québec.